# Pendarus cirrus
Pendarus cirrus är en insektsart som beskrevs av Delong 1944. Pendarus cirrus ingår i släktet Pendarus och familjen dvärgstritar. Inga underarter finns listade i Catalogue of Life.